# Jack Morava

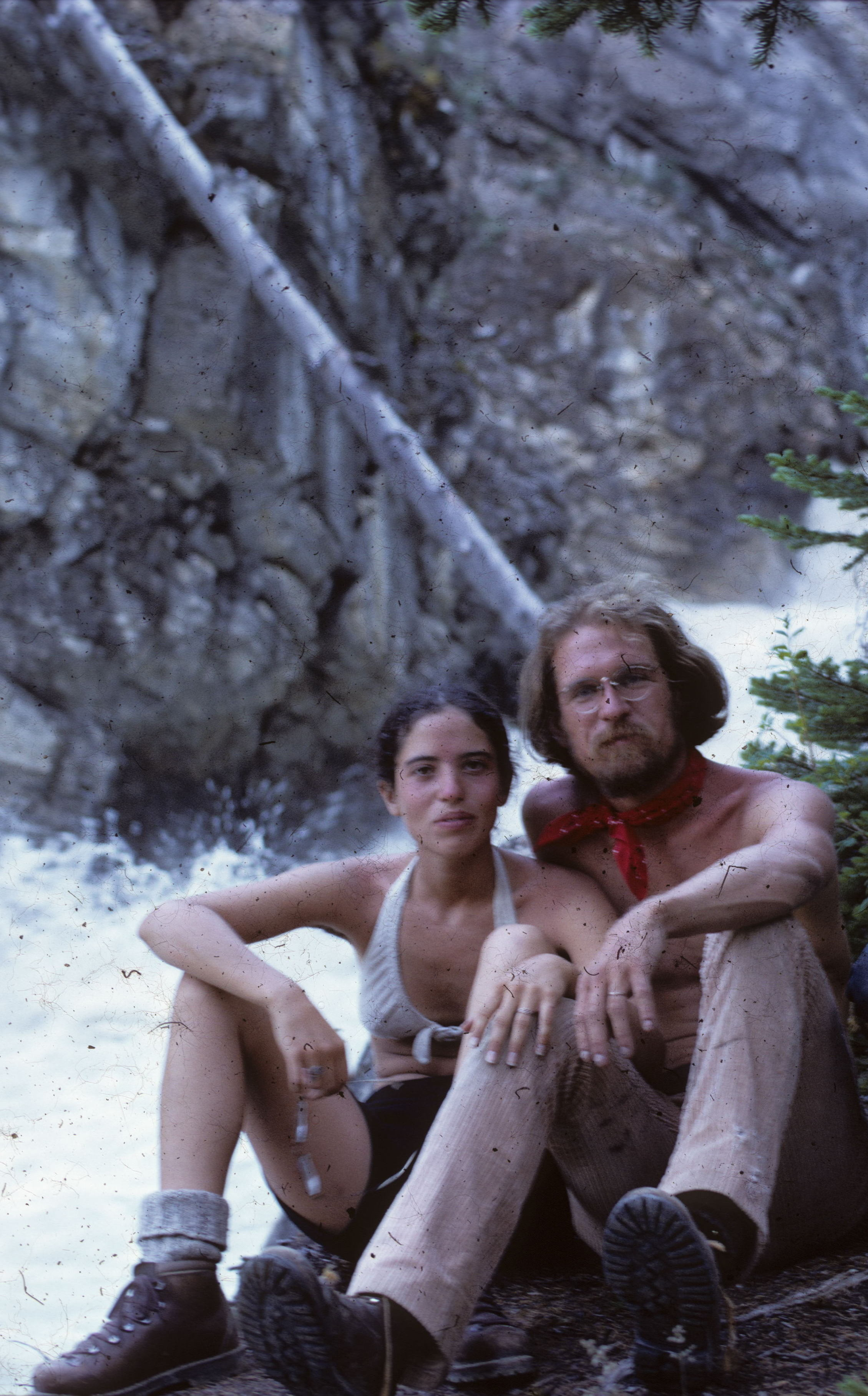
Jack und Ellen Morava nahe dem Burgess Shale 1971

Jack Johnson Morava (* 8. Juni 1944; † 1. August 2025) war ein US-amerikanischer Mathematiker, der sich mit algebraischer Topologie beschäftigte.
Morava promovierte 1968 an der Rice University, wo er zunächst ab 1962 Physik studierte und zwei Jahre später zur Mathematik wechselte, bei S. Eldon Dyer (Algebraic Topology of Fredholm Maps) und Michael Atiyah. Gleichzeitig war er 1967/68 am Institute for Advanced Study und 1969 in Oxford bei Atiyah. Er war Professor an der Columbia University, der State University of New York und seit 1980 an der Johns Hopkins University.
Er entwickelte in den 1970er Jahren – überwiegend in sonst nicht veröffentlichten Preprints – die Morava-K-Theorie, Kohomologie-Theorien mit Anwendungen in der stabilen Homotopietheorie. Er beschäftigte sich auch mit Kobordismentheorie und mit topologischen Theorien der Gravitation.
Er war seit 1970 mit der Linguistin Ellen Contini-Morava verheiratet, mit der er zwei Kinder hatte. Mit ihr war er 1970 ein Jahr in Moskau. Am dortigen Steklow-Institut traf er unter anderem Israel Gelfand, Yuri Manin, Sergei Petrowitsch Nowikow und Vladimir Arnold.

## Schriften (Auswahl)
- Noetherian localisations of categories of cobordism comodules. Ann. of Math. (2) 121 (1985), no. 1, 1–39, doi:10.2307/1971192
- Forms of K-theory. Math. Z. 201 (1989), no. 3, 401–428.

## Verweise
1. ↑  Jack Morava. In: The n-Category Café. 2. August 2025, abgerufen am 3. August 2025 (englisch).
2. ↑  Jack Johnson Morava im Mathematics Genealogy Project (englisch)  abgerufen am 18. August 2024.
3. ↑  Morava definierte solche periodischen Kohomologietheorien für jede Primzahl p. Dargestellt z. B. in Ravenel Complex cobordism and stable homotopy groups of spheres, Academic Press 1986

| Personendaten    | Personendaten                  |
| ---------------- | ------------------------------ |
| NAME             | Morava, Jack                   |
| ALTERNATIVNAMEN  | Morava, Jack Johnson           |
| KURZBESCHREIBUNG | US-amerikanischer Mathematiker |
| GEBURTSDATUM     | 8. Juni 1944                   |
| STERBEDATUM      | 1. August 2025                 |